# Trichophthalma commutata
Trichophthalma commutata är en tvåvingeart som först beskrevs av Philippi 1865.  Trichophthalma commutata ingår i släktet Trichophthalma och familjen Nemestrinidae. Inga underarter finns listade i Catalogue of Life.